# Javier Malagón
Javier Malagón Barceló (Toledo, 24 de maio de 1911 - Washington, 1990), foi um historiador do direito e jurista espanhol.

## Biografia
Mestre pela Escola Normal de Magisterio de Toledo, licenciado em História e doutor em Direito pela Universidade Central de Madri, obteve uma bolsa de pós-graduação da Junta de Ampliação de Estudos que lhe permitiu viajar para a Alemanha e melhorar seus conhecimento durante dois anos. Foi professor de Direito Processual na Universidade Central de Madri, coincidindo com o período da Guerra Civil.

### Política
Ao terminar a guerra foi deputado pelas autoridades franquistas e teve de ser exilado. Chegou à República Dominicana, onde foi Catedrático de Direito Romano e História do Direito na Universidade de Santo Domingo, e onde se dedicou (de 1940 a 1946) a uma obra singular sobre a escravidão: O Código Negro Carolígnio ou Código Negro Espanhol, 1784.
Em 1946 instalou-se no México e estreita seus laços com quem considerou ser sempre seu maestro, Rafael Altamira. A partir deste momento seus interesses derivam definitivamente para a história jurídica. Na década de 1940 foi secretário de revista - História de América e do Boletim bibliográfico de Antropologia Americana do Instituto de Investigações Bibliográficas da Universidade Nacional Autónoma de México. De 1958 a 1975 foi Secretário do Programa de Bolsas e Diretor do Departamento Cultural na Organização de Estados Americanos. Na década de 1960 compartilhou estas tarefas com a Comissão de História do Instituto Panamericano de Geografia e História de México

### Ensino
Como professor, foi da Universidade Autónoma de México e da Universidade Iberoamericana, bem como da Universidade de Porto Rico; também da American University e da Universidade Católica da América nos Estados Unidos. Não obstante, suas conferências e classes estenderam-se por toda América, destacando nas Universidades de Peru, Brasil, Bolívia, Colômbia e em mais de 12 universidades estadounidenses. Desde 1970 foi membro correspondente da Real Academia da História de Madri.

## Homenagens
Recebeu doutorado Honoris causa pela Universidade Federal do Ceará e pela Universidade de Guadalajara, assim mesmo recebeu a grande cruz da Ordem de Isabel a Católica, foi caballero da Ordem de Carlos III, e foi condecorado com a Medalha de Ouro de Castilla A Mancha uma vez restauradas as liberdades em Espanha.
Doou sua biblioteca pessoal, com mais de 20.000 volumes, à cidade de Toledo.